# Urdština
Urdština (urdsky اردو زبان, urdū zabān; také známý jako domorodci laškarí nebo laškarí zaban psaný لشکری زبان) je indoíránský jazyk blízce příbuzný hindštině. Oba jazyky jsou si vzájemně srozumitelné, liší se však kulturním pozadím: urdštině dávají přednost spíše muslimové, hindštině spíše hinduisté. S celkovým počtem okolo 230 milionů mluvčích (rodilých i nerodilých) se jedná o 10. nejrozšířenější jazyk na světě. Na rozdíl od hindštiny se urdština píše variantou arabského písma a její slovní zásoba obsahuje více výpůjček z perštiny, kurdštiny a arabštiny.

## Historie a rozšíření

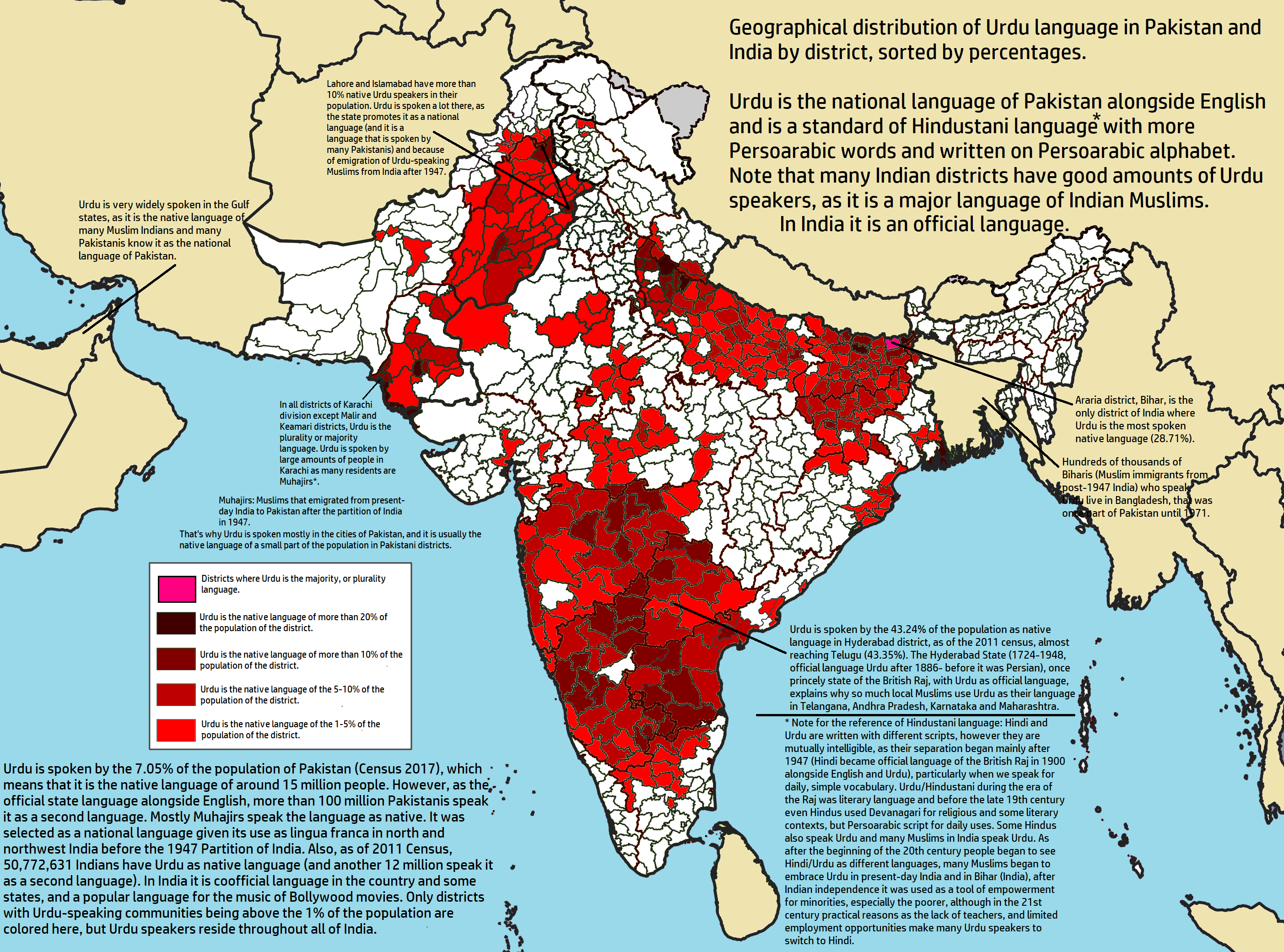
rozšíření urdštiny v Indii a Pákistánu

Urdština údajně vznikla mezi 15. a 18. stoletím v časech Dillíského sultanátu a Mughalské říše jako žargon indických úředníků a vojáků, kteří sloužili u dvorů mughalských vládců Indie a nenaučili se správnou perštinu. Výraz urdú zabán znamená „jazyk vojenského tábora“.
Dnes je urdština úředním jazykem Pákistánu (i když jako mateřský jazyk zde také funguje západní paňdžábština, sindhština, balúčština, paštština a řada dalších). V Indii je jedním z ústavou uznaných jazyků, úředním jazykem státu Džammú a Kašmír (i když tam vláda a úřady stále více jednají v angličtině, urdština zůstává jazykem základního školství) a druhým úředním jazykem několika dalších států. Významným centrem urdštiny v jižní Indii je město Hajdarábád, které bylo až do indické nezávislosti centrem stejnojmenného muslimského státu.

## Charakteristika
Urdština je analytičtější jazyk než sanskrt, má méně pádů, ale jistou míru ohýbání si zachovala. Slovosled je poměrně pevný a řadí urdštinu mezi SOV jazyky (subject – object – verb), tedy nejdříve podmět, pak předmět a nakonec sloveso. Fonetickou výbavu více méně sdílí s ostatními indoárijskými jazyky, významným rysem jsou přídechové varianty ražených souhlásek a zvláštní řada retroflexních hlásek t – th – d – dh – n. I když pravopis slov přejatých z arabštiny vychází z původního arabského, výslovnost specificky arabských písmen se přizpůsobila urdské fonetice.

## Abeceda a výslovnost
Urdština používá upravené arabské písmo, obvykle ve stylu nastalík (ten je ozdobnější a vhodný více pro psaní rukou než pro zobrazení na počítači). Krátké samohlásky se rozlišují diakritickými znaménky, která se však, podobně jako v arabštině, v praxi málo využívají. Správně přečíst urdský text je tedy bez znalosti jazyka velmi obtížné.
Arabské písmo se píše zprava doleva. V následující tabulce je nicméně abecední pořadí uvedeno zleva doprava.
| nastalík:      | آ | ا         | ب | پ | ت | ٹ | ث | ج  | چ | ح | خ  | د | ڈ | ذ | ر | ڑ | ز | ژ | س | ش | ص | ض | ط | ظ | ع | غ  | ف | ق | ک | گ | ل | م | ن | ں | و     | ہ, ﮩ, ﮨ | ھ | ء   | ی     | ے |
| transliterace: | ā | a/i/u/–/ā | b | p | t | ṭ | ṡ | j  | č | ḩ | x  | d | ḍ | ż | r | ṛ | z | ž | s | š | ş | z̧ | ţ | ḑ | ˀ | ğ  | f | q | k | g | l | m | n | ñ | v/o/ū | h       | h | '   | y/ī/e | e |
| výslovnost:    | á | a/i/u/–/á | b | p | t | t | s | dž | č | h | ch | d | d | z | r | r | z | ž | s | š | s | z | t | z | – | gh | f | k | k | g | l | m | n | ~ | v/ó/ú | h       | h | ráz | j/í/é | é |

- Cerebrální souhlásky ٹ, ڈ se vyslovují tak, že se špička jazyka opře o horní měkké patro místo o zuby.
- Písmeno ا (alef) se používá na začátku slova, které začíná samohláskou. Běžně přitom není rozlišeno, o kterou samohlásku jde, např. افریقہ afrīqah, اسلام islām, اردو urdū. (Krátké samohlásky lze rozlišit diakritickými znaménky, která se ale v běžném textu obvykle vynechávají. Dlouhé samohlásky ū, o, ao jsou na začátku slova reprezentované kombinací písmen alef a wāw. Dlouhé samohlásky ī, e, ae jsou na začátku slova reprezentované kombinací písmen alef a yah, např. ve slově ایک ek “jeden”.) Uvnitř a na konci slova označuje ا dlouhou samohlásku ā. Pokud slovo začíná dlouhým ā, použije se místo ا písmeno آ (alef madda).
- Písmeno و (wāw) se používá jednak pro označení (polo)souhlásky v/w, jednak pro označení dlouhých samohlásek ū, o a ao (posledně jmenovaná není dvojhláska, jde o obvyklý přepis otevřeného o, které se vyslovuje někde mezi českým a a o). Na začátku slova a těsně před alefem se čte vždy jako souhláska v. Naopak na konci slova obvykle označuje samohlásku. Ve většině případů je však ke správnému čtení třeba buď diakritických znamének (která se v běžném textu vynechávají), nebo znalosti jazyka.
- Písmeno ی (yah) se používá jednak pro označení (polo)souhlásky y (čti [j]), jednak pro označení dlouhých samohlásek ī, e a ae (posledně jmenovaná není dvojhláska, jde o obvyklý přepis otevřeného e, které se vyslovuje někde mezi českým a a e). Na začátku slova a těsně před alefem se čte vždy jako souhláska y. Naopak na konci slova se čte vždy jako samohláska ī. Ve většině případů je však ke správnému čtení třeba buď diakritických znamének (která se v běžném textu vynechávají), nebo znalosti jazyka.
- Písmeno ے (yah baṛī, velké yah) se objevuje pouze na konci slova a čte se jako (polodlouhé či dlouhé) e.

## Gramatika

### Podstatná jména

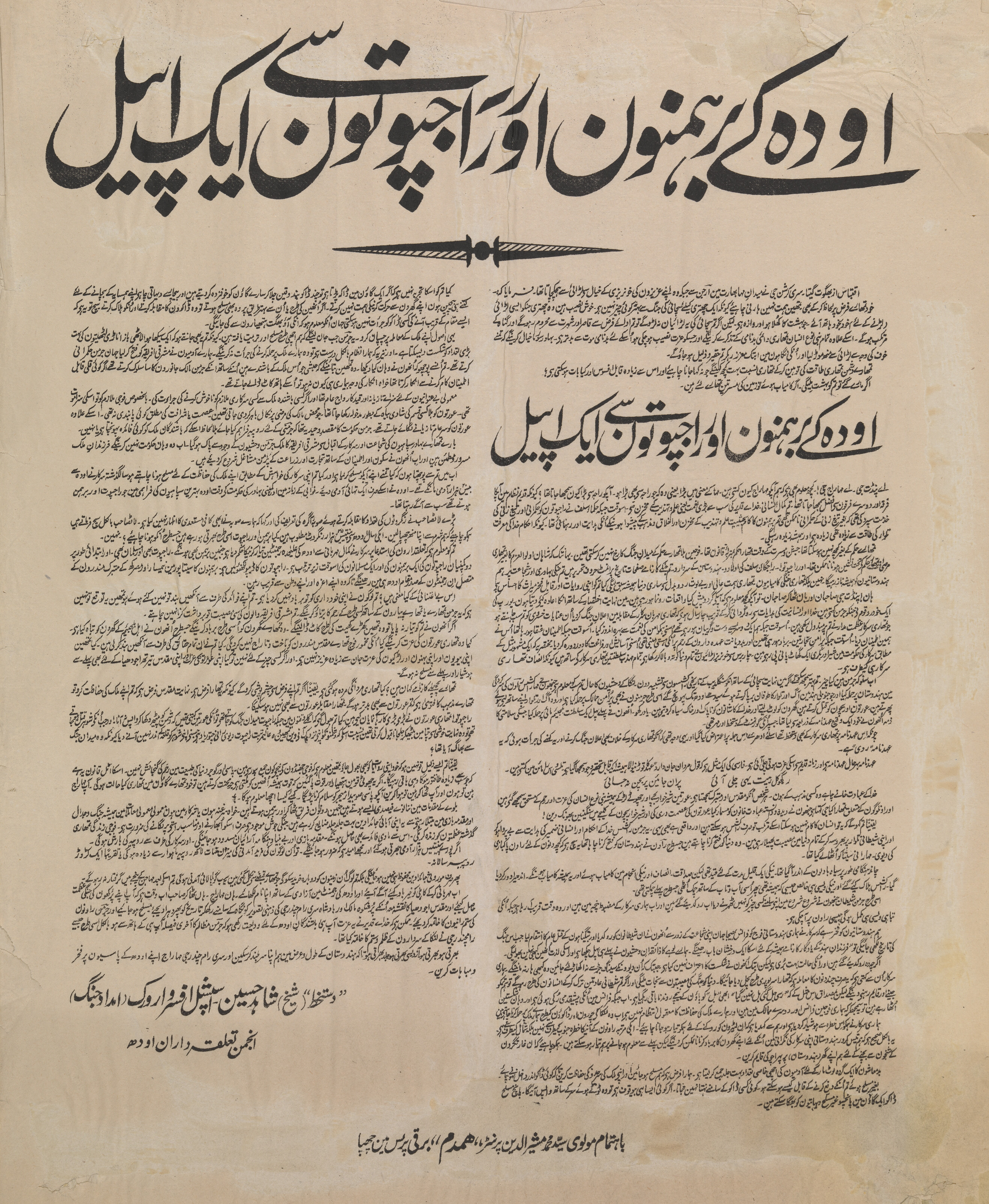
Urdský text.

Podstatná jména rozlišují rod mužský a ženský. Pravidla přiřazení slov k rodům jsou složitá, ale často platí, že jména rodu mužského končí na -ā, ženského na -ī. V množném čísle se mužské -ā mění na -e, ženské -ī se mění na -iyā(n). Příklady:
| لڑکا | laṛkā | chlapec | لڑکے  | laṛke   | chlapci |
| لڑکی | laṛkī | dívka   | لڑکيا | laṛkiyā | dívky   |

Podstatná jména rozlišují přímý a nepřímý pád. Přímý pád odpovídá nominativu v jiných jazycích. Nepřímý pád se používá u podstatných jmen v pozici předmětu a u podstatných jmen řízených záložkami. Protože záložky v urdštině se vyvinuly odtržením sanskrtských koncovek, mluví se někdy o dalších pádech, reprezentovaných jednotlivými záložkami.
Podstatná jména mužského rodu končící na -ā mají v nepřímém pádě koncovku -e (stejně jako v přímém pádě množného čísla). Podstatná jména ženského rodu končící na -ī se v nepřímém pádě nijak nemění. Nepřímý pád v množném čísle má bez ohledu na rod koncovku -oñ.
|             | Jednotné číslo     |                  | Množné číslo         |                      |
|             | Mužský rod         | Ženský rod       | Mužský rod           | Ženský rod           |
| Přímý pád   | لڑکا laṛkā chlapec | لڑکی laṛkī dívka | لڑکے laṛke chlapci   | لڑکيا laṛkiyā dívky  |
| Nepřímý pád | لڑکے laṛke chlapce | لڑکی laṛkī dívku | لڑکوں laṛkoñ chlapce | لڑکيوں laṛkyoñ dívky |

### Zájmena
| میں | meñ | já                                                                        |
| تو  | tū  | ty (používané zřídka, pouze mluvíme-li s dítětem či sluhou, nebo s Bohem) |
| وہ  | vah | on, ona, ono                                                              |
| ہم  | ham | my                                                                        |
| تم  | tum | vy (odpovídá českému tykání, mluvíme-li s osobou sobě rovnou)             |
| وہ  | vah | oni, ony, ona                                                             |
| آپ  | āp  | Vy (zdvořilé vykání, srv. s německým Sie a s českým onikáním)             |

### Číslovky
Na číslovkách je dobře vidět příbuznost urdštiny se slovanskými a ostatními indoevropskými jazyky.
| ايک  | ek   | jeden |
| دو   | do   | dva   |
| تين  | tīn  | tři   |
| چار  | čār  | čtyři |
| پاںچ | pānč | pět   |
| چھ   | čha  | šest  |
| سات  | sāt  | sedm  |
| آٹھ  | āṭh  | osm   |
| نو   | no   | devět |
| دس   | das  | deset |

### Slovesa
Infinitiv má příponu -nā. Příklady:
- جانا jānā „jít“
- دیکھنا dekhnā „vidět“

#### Prézensindikativ
|          | Jednotné číslo                |                            | Množné číslo                   |                               |
|          | Mužský rod                    | Ženský rod                 | Mužský rod                     | Ženský rod                    |
| 1. osoba | میں جاتا ہوں meñ jātā hūñ jdu |                            | ہم جاتے ہیں ham jāte heñ jdeme |                               |
| 2. osoba | تو جاتا ہے tū jātā he jdeš    |                            | تم جاتے ہو tum jāte ho jdete   |                               |
| 3. osoba | وہ جاتا ہے vah jātā he jde    | وہ جاتی ہے vah jātī he jde | وہ جاتے ہیں vah jāte heñ jdou  | وہ جاتی ہیں vah jātī heñ jdou |

#### Průběhový přítomný čas
|          | Jednotné číslo                     |                                 | Množné číslo                        |                                    |
|          | Mužský rod                         | Ženský rod                      | Mužský rod                          | Ženský rod                         |
| 1. osoba | میں جا رہا ہوں meñ jā rahā hūñ jdu |                                 | ہم جا رہے ہیں ham jā rahe heñ jdeme |                                    |
| 2. osoba | تو جا رہا ہے tū jā rahā he jdeš    |                                 | تم جا رہے ہو tum jā rahe ho jdete   |                                    |
| 3. osoba | وہ جا رہا ہے vah jā rahā he jde    | وہ جا رہی ہے vah jā rahī he jde | وہ جا رہے ہیں vah jā rahe heñ jdou  | وہ جا رہی ہیں vah jā rahī heñ jdou |

### Záložky
Záložky neboli postpozice jsou analogií předložek, které najdeme v jiných jazycích. Upřesňují vztah jmenné fráze k ostatním větným členům a nahrazují tak některé vymizelé pády. Historicky jde zřejmě o pádové koncovky, které byly v sanskrtu, ale odtrhly se a staly se samostatnými slovy.

### Slovosled
Výchozí slovosled je podmět – předmět – sloveso. Přívlastek se klade před podstatné jméno, které rozvíjí. Příslovečné určení obvykle stojí před slovesem nebo před předmětem, mnohdy ale také na začátku věty. Určení času se klade před určení místa. Záporky se zpravidla kladou před sloveso. Příklady:
| Urdsky:        | وہ کتاب ہے۔     |
| Transliterace: | Vah kitāb he.   |
| Doslova:       | Tamto kniha je. |
| Česky:         | Tamto je kniha. |

| Urdsky:        | یہ کتاب ہے    |
| Transliterace: | Yah kitāb he. |
| Doslova:       | To kniha je.  |
| Česky:         | To je kniha.  |

## Slovní zásoba

urdská abeceda

Urdština během historického vývoje přejímala řadu cizích slov hlavně z angličtiny, perštiny a arabštiny.

## Arabština
Podstatná část slov, nejen z náboženské oblasti, pochází z arabštiny. Nevýhodou je, že významy těchto slov v urdštině nemusí vždy korespondovat s tím, co tato slova původně znamenají v arabštině. Jejich význam bývá posunutý.
- تعریف (taˀrīf) = arabsky „určení, definice, charakteristika“
- تعریف کرنا (taˀrīf karnā) = urdsky „chválit“
  - میں نے بچوں کی تعریف کی (meñ ne bačoñ kī taˀrīf kī) = „Chválil jsem děti."

## Perština
Stejně jako arabská se v urdské literatuře vyskytuje i perská slovní zásoba. Z hlediska gramatiky lze v některých případech uplatnit v urdštině perské tzv. ezáfetové spojení (arabské písmo ho ale nezachycuje, v následujících příkladech ho vidíme pouze v transkripci):
- وزیر اعظم (wazīr-e aˀzam) = ministerský předseda
- صدر پاکستان (sadr-e pākistān) = prezident Pákistánu (urdsky též پاکستان کا صدر (pākistān kā sadr))

Perské výrazy, stejně jako arabské, nemusí mít v urdštině stejný význam jako v perštině.
- پیدا شدن (peydā šodan) = persky „nastat, objevit se“
- پیدا ہونا (paydā honā) = urdsky „narodit se“

## Angličtina
Stejně jako hindština přejala i urdština mnoho svých slov z angličtiny. Tato anglická slova jsou přepisována foneticky perským / urdským písmem . Pro přepis anglického t a d se v urdštině většinou používají retroflexní ٹ, resp. ڈ.
| پائلٹ | pā'ilaṭ |  |

V tomto případě je poslední písmeno t nahrazeno cerebrální hláskou ٹ.
Anglické výrazy v urdštině považujeme za spisovné a existují k nim urdské výrazy. V současnosti dávají hlavně mladí lidé přednost výrazům anglickým než urdským. Což je vidět hlavně ve filmech. Není výjimkou, kdy mluvčí začne větu urdsky, ale dokončí ji anglicky.
| مزائل | mizā'il (missile) | střela, raketa |  |
| ڈاکٹر | ḍākṭar“" (doctor) | doktor, lékař  |  |

## Vzorový text
Otče náš (modlitba Páně):
Aye, humare baap tu jo asmaan par hai.
Tera naam paak mana jaye.
Teri baadshahi aaye. Teri marzi jese asmaan
parpoori hati hai, zameen par bhi poori ho.
Humare roz ki
rotti aaj hume de,
aur jis trah hum apne qarzdaro ko,
jaise hain tu bhi hamare qarz hume maaf kar.
hume azmaish me na daal
belke burai se bacha. Ameen.

### Všeobecná deklarace lidských práv
Pro srovnání s hindštinou je tentýž text uveden v obou jazycích.
| urdsky        | تمام انسان آزاد اور حقوق و عزت کے اعتبار سے برابر پیدا ہوۓ ہیں۔ انہیں ضمیر اور عقل ودیعت ہوئی ہی۔ اسلۓ انہیں ایک دوسرے کے ساتھ بھائی چارے کا سلوک کرنا چاہیۓ۔                                                         |
| transliterace | Tamām insān āzād aur ḥuqūq o ʻizzat ke iʻtibār se barābar paidā hu’e heṇ. Unheṇ zamīr aur ʻaql wadīʻat hu’ī he. Isli’e unheṇ ek dūsre ke sāth bhā’ī chāre kā sulūk karnā chāhi’e.                                     |
| hindsky       | सभी मनुष्यों को गौरव और अधिकारों के मामले में जन्मजात स्वतन्त्रता और समानता प्राप्त है । उन्हें बुद्धि और अन्तरात्मा को देन प्राप्त है और परस्पर उन्हें भाईचारे के भाव से बर्ताव करना चाहिए ।                                                                                    |
| transliterace | sabhī manušyoñ ko gaurava aura adhikāroñ ke māmale meñ janmajāta svatantratā aura samānatā prāpta hai. unheñ buddhi aura antarātmā ko dena prāpta hai aura paraspara unheñ bhāīčāre ke bhāva se bartāva karanā čāhie. |
| česky         | Všichni lidé se rodí svobodní a sobě rovní co do důstojnosti a práv. Jsou nadáni rozumem a svědomím a mají spolu jednat v duchu bratrství.                                                                            |